# Yuki Hijiri
Yuki Hijiri (jap. 聖 悠紀 Hijiri Yuki), właściwie Kiyotoshi Hasegawa (jap. 長谷川 清俊 Hasegawa Kiyotoshi; ur. 21 grudnia 1949 w Shibacie) – japoński mangaka. Znany jest również pod pseudonimem kaba.
W 1967 roku będąc jeszcze uczniem liceum został członkiem grupy miłośników mangi ambitnej Sakuga Group.  Zadebiutował w 1971 roku mangą Uchi no aniki, następnie tworzył tomiki z serii: Tokuma shoten oraz Shinshokan. Najbardziej znanym jego dziełem jest Chojin Locke, wydawanym od 1967 roku.
Jest również odpowiedzialny za projektowanie postaci do telewizyjnych seriali anime "Voltes V" (1977) i "Generał Daimos" (1978).